# Aktív galaxismag

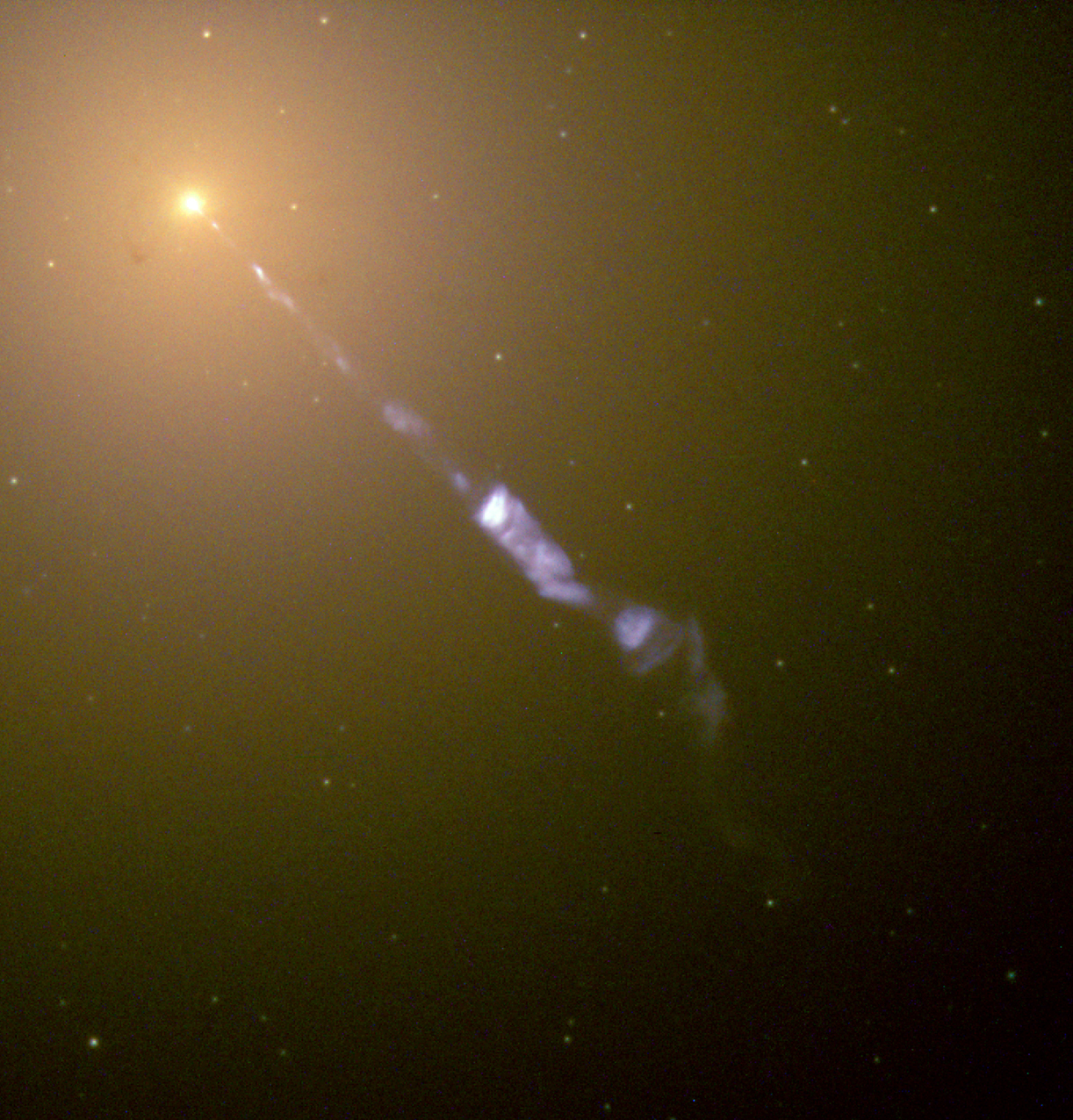
Az M87 elliptikus galaxis aktív magjából kiinduló relativisztikus anyagsugár

Az aktív galaxismag (angolul rövidítve AGN, Active Galactic Nucleus) olyan galaxismag, mely az elektromágneses spektrum (rádióhullám, mikrohullám, infravörös sugárzás, látható fény, ultraibolya, röntgen és gammasugárzás) egy vagy több részén az átlagosnál lényegesen erősebb sugárzást bocsát ki. Az ilyen magot tartalmazó galaxis az aktív galaxis. A sugárzást a jelenlegi elméletek szerint a galaxismag középpontjában lévő, szupermasszív fekete lyuk, a körülötte keringő akkréciós korong, és a belőle kiinduló relativisztikus anyagsugár (jet) bocsátja ki. Az aktív galaxismagot tartalmazó galaxist nevezzük aktív galaxisnak, melyet a magra illetve a belőle kiinduló anyagsugárra történő rálátás szöge szerint nevezünk blazárnak, kvazárnak, rádiógalaxisnak, vagy Seyfert-galaxisnak. Az aktív galaxismagok a világegyetem legerősebb folyamatosan sugárzó objektumai.